# 桃城古城堡遗址
桃城古城堡遗址，位于中国福建省霞浦县三沙镇三农村水门顶，为一个霞浦县级文物保护单位，类型为古遗址，公布时间为2020年10月。
桃城古城堡建于明朝，“桃城”也是三沙镇的旧称，得名于城内有形似桃的巨石，为抵御外敌而修筑。